# Coxim
Coxim è un comune del Brasile nello Stato del Mato Grosso do Sul, parte della mesoregione della Centro-Norte de Mato Grosso do Sul e della microregione dell'Alto Taquari.
La città sorge alla confluenza del fiume Coxim nel fiume Taquarí; è un importante centro per il turismo ed oltre a questo la sua economia si basa su allevamento e pesca.
Ricca di cultura e feste religiose, la città fu anche luogo di spostamenti di truppe durante la guerra del Paraguay. Fondata nel 1729, Coxim ha una storia lunga quasi 300 anni, sorgendo sul più antico insediamento nel Mato Grosso do Sul e nel Pantanal, anche se la fondazione della cittadina propriamente detta è avvenuta l'11 aprile 1898.
È sede vescovile cattolica.